# SailFin
SailFin — свободный сервер приложений, написанный на Java и развиваемый фирмой Oracle (ранее Sun Microsystems). Является реализацией спецификации JCP SIP Servlet 1.1 (JSR 289) интегрированной с Java EE сервером приложений GlassFish.
SailFin эффективно расширяет возможности сервера приложений GlassFish для удовлетворения потребностей мультимедийных приложений. За счёт использования GlassFish в качестве основы, SailFin предлагает возможности по управлению  и кластеризации наряду с производительностью и масштабируемостью.
SailFin, основанный на коде, переданным в общественное достояние фирмами Sun Microsystems, Oracle Corporation и Ericsson, был представлен на Java ONE в мае 2007 года. Oracle также предоставляет коммерческую поддержку SailFin в виде продукта под именем «Sun GlassFish Communications Server».